# Giuseppe turati
Giuseppe Turati di Niguarda
(fondatore dell'azienda agricola Turati di Niguarda: "orticoltore e frutticoltore Giuseppe Turati e figlio") 
ed Ermelinda Merati nel 1850 circa si sposarono a Niguarda Milano ed ebbero un figlio
Domenico Turati 12.5.1877 - 24.12.1937

Domenico (si coniugò con Giulia Scurati 22.4.1882 - 7.7.1957) ed ebbero un figlio
Giuseppe Turati 21.10.1904 - 3.11.1991
1. ↑   Turati onoranze funebri Milano a Niguarda pome funebri Turati, su ImpresaTURATI. URL consultato il 16 agosto 2025.